# Lista över julfilmer
Detta är en lista över filmer med jul-tema, där inte alla är klassiska julfilmer men på något vis berör julfirande, dess teman och symboler.

## Biofilmer
Detta är en lista över julfilmer som haft biopremiär. 

### 1930-talet
| Titel                      | Originaltitel         | År   | Regissör                   | Noteringar |
| -------------------------- | --------------------- | ---- | -------------------------- | --- |
| The Unholy Three           | The Unholy Three      | 1930 | Jack Conway                | En trio tjuvar planerar en juvelkupp på julafton. |
| A Bill of Divorcement      | A Bill of Divorcement | 1932 | George Cukor               | En man kommer hem på julafton efter att ha tillbringat femton år på ett mentalsjukhus och finner att mycket har förändrats under tiden.                                         |
| Den gäckande skuggan       | The Thin Man          | 1934 | W.S. Van Dyke              | Privatdetektiverna Nick och Nora Charles löser ett mysterium under julhelgen.                                                                                                   |
| Det var två glada gesäller | Babes in Toyland      | 1934 | Gus Meins & Charles Rogers | Metro-Goldwyn-Mayers adaption av Victor Herberts operett från 1903. |
| Nøddebo Præstegård         | Nøddebo Præstegård    | 1934 | George Schnéevoigt         | Historien kretsar kring tre studenters juläventyr i Nøddebo på 1860-talet. |
| Three Godfathers           | Three Godfathers      | 1936 | Richard Boleslawski        | Vid jultid finner tre brottslingar en kvinna som de hjälper till att förlösa, i en återberättelse om de tre vise männen placerad i vilda västern. En nyinspelning gjordes 1948. |
| Andy Hardy och kärleken    | Love Finds Andy Hardy | 1938 | George B. Seitz            | Andy Hardy finner sig romantiskt intrasslad med tre olika flickor medan julen närmar sig.                                                                                       |
| Ungkarlsmamman             | Bachelor Mother       | 1939 | Garson Kanin               | Ett butiksbiträde på ett varuhus tvingas ta hand om ett föräldralöst spädbarn för att behålla sitt jobb.                                                                        |

### 1940-talet
| Titel                           | Originaltitel                | År   | Regissör                          | Noteringar |
| ------------------------------- | ---------------------------- | ---- | --------------------------------- | --- |
| Fågel blå                       | The Blue Bird                | 1940 | Walter Lang                       | Filmens huvudperson och hennes vänner försöker hitta lyckans fågel blå på julafton. |
| En kväll att minnas             | Remember the Night           | 1940 | Mitchell Leisen                   | Medan man väntar på att kunna fortsätta rättegången för ett butikssnatteri på julafton, tillbringar den anklagade kvinnan julhelgen i förvar hos åklagaren som åtalat henne.                      |
| Beyond Tomorrow                 | Beyond Tomorrow              | 1940 | A. Edward Sutherland              | Tre herrar som dödats i en flygkrasch återvänder som andar för att hjälpa ett par återförenas. |
| Den lilla butiken               | The Shop Around the Corner   | 1940 | Ernst Lubitsch                    | Ett par grälande butiksbiträden för omedvetet en brevromans medan julen närmar sig. |
| Vi behöver varann               | Meet John Doe                | 1941 | Frank Capra                       | En före detta tidningsreporter ber en man som behöver pengar att utge sig för att vara en demonstrant som hotar med att begå självmord på julafton.                                               |
| Värdshuset Fritiden             | Holiday Inn                  | 1942 | Mark Sandrich                     | Ett par musiker förbereder sig för en vit jul i en mysig skidstuga. |
| Han som kom till middag         | The Man Who Came to Dinner   | 1942 | William Keighley                  | En bitsk radiopersonlighet från New York tvingas tillbringa julhelgen med en familj i Ohio efter att ha brutit höften hemma hos dem.                                                              |
| The Curse of the Cat People     | The Curse of the Cat People  | 1944 | Robert Wise & Gunther von Fritsch | Filmens huvudperson blir vän med sin fars framlidna första fru och en pensionerad skådespelerska under julen.                                                                                     |
| Att älska så...                 | Christmas Holiday            | 1944 | Robert Siodmak                    | En nattklubbssångerska berättar om sitt olyckliga äktenskap för en soldat på julledighet. |
| Vandra min väg                  | Going My Way                 | 1944 | Leo McCarey                       | En präst försöker rädda sin församling inför julen. |
| Vi ses igen                     | I'll Be Seeing You           | 1944 | William Dieterle                  | En traumatiserad soldat och en kvinna på permission från fängelset möts under julhelgen. |
| Vi mötas i St. Louis            | Meet Me in St. Louis         | 1944 | Vincente Minnelli                 | Året är 1903 och en St. Louis-familj behöver flytta till New York. Döttrarna Ether och Rose blir förkrossade, då de har förtjust sig i ett par pojkar. Ska detta bli deras sista jul i St. Louis? |
| Klockorna i S:t Mary            | The Bells of St. Mary's      | 1945 | Leo McCarey                       | En präst och en nunna, med en vänlig rivalitet mellan sig, försöker rädda sin skola från att läggas ned lagom till jul.                                                                           |
| När hjärtat talar               | Our Vines Have Tender Grapes | 1945 | Roy Rowland                       | Den norsk-amerikanska farmarfamiljen Jacobson bor i Wisconsin. Genom deras sjuåriga dotter Selma får vi följa deras julfirande.                                                                   |
| Under falsk flagg               | Christmas in Connecticut     | 1945 | Peter Godfrey                     | En matskribent får agera värdinna för sin chef och en återvändande krigshjälte under julhelgen.                                                                                                   |
| Livet är underbart              | It's a Wonderful Life        | 1946 | Frank Capra                       | En uppgiven affärsman får på julafton, genom sin skyddsängel, möjligheten att se hur omvärlden skulle ha sett ut om han inte hade fötts.                                                          |
| Säj aldrig adjö                 | Never Say Goodbye            | 1946 | James V. Kern                     | En dotter försöker föra samman sina separerade föräldrar igen under julhelgen, med komiskt resultat. Errol Flynns första helt komiska roll sedan Fotsteg i mörkret.                               |
| Det hände i New York            | Miracle on 34th Street       | 1947 | George Seaton                     | En gammal man hävdar att han är jultomten och en advokat försvarar honom domstolen för att hindra mannen från att bli intagen på mentalsjukhus.                                                   |
| Det kom en gäst                 | Det kom en gäst              | 1947 | Arne Mattsson                     | På en gammal herrgård hittas gårdens ägare plötsligt mördad en morgon under juldagarna. |
| Luffar-miljonären på 5:e avenyn | It Happened on Fifth Avenue  | 1947 | Roy Del Ruth                      | Den excentriske luffaren, Aloysius T. McKeever, ockuperar ett för vintersäsongen öde privatpalats mitt i New York och blir på så vis indragen i ägarens familjesituation.                         |
| Ängel på prov                   | The Bishop's Wife            | 1947 | Henry Koster                      | En ängel hjälper en biskop förändra sitt liv och rädda sitt äktenskap före jul. |
| Christmas Eve                   | Christmas Eve                | 1947 | Edwin L. Marin                    | För att rädda sin förmögenhet från en beräknande och girig brorson måste Matilda Reid återknyta kontakten med sina tre adoptivsöner i tid för en återförening på julafton.                        |
| Kvinnan i sjön                  | Lady in the Lake             | 1947 | Robert Montgomery                 | Privatdetektiven Philip Marlowe blir inblandad i ett fall som involverar en försvunnen kvinna och ett mord kring jul.                                                                             |
| Flykt genom öknen               | 3 Godfathers                 | 1948 | John Ford                         | En nyinspelning av filmen från 1936. |
| Butik med musik                 | In the Good Old Summertime   | 1949 | Robert Z. Leonard & Buster Keaton | En musikalversion av Den lilla butiken. |
| Det gäller livet                | Mr. Soft Touch               | 1949 | Gordon Douglas & Henry Levin      | En återvändande krigshjälte på flykt från maffian får reda på att en gangster har tagit över hans nattklubb och mördat hans partner.                                                              |
| Holiday Affair                  | Holiday Affair               | 1949 | Don Hartman                       | Ett sparkat butiksbiträde och en ung kvinna blir kära under julhelgen. |
| Unga kvinnor                    | Little Women                 | 1949 | Mervyn LeRoy                      | Systrarna March firar jul och får visa generositet gentemot de som har det sämre ställt än dem.                                                                                                   |

### 1950-talet
| Titel                 | Originaltitel           | År   | Regissör                        | Noteringar |
| --------------------- | ----------------------- | ---- | ------------------------------- | --- |
| Flicka och hyacinter  | Flicka och hyacinter    | 1950 | Hasse Ekman                     | I filmen gestaltas bland annat en bitterljuv jul i "Fröken Ensams" liv.                                                                                                |
| The Great Rupert      | The Great Rupert        | 1950 | Irving Pichel                   | En ekorre hjälper oavsiktligt två dysfunktionella familjer under julen.                                                                                                |
| Hej tomtegubbar       | The Lemon Drop Kid      | 1951 | Sidney Lanfield & Frank Tashlin | En svindlare får en månad på sig att betala tillbaka pengarna som en gangster förlorat på en galopphäst den förre tipsade om strax före jul.                           |
| The Holly and the Ivy | The Holly and the Ivy   | 1952 | George More O'Ferrall           | En engelsk kyrkoherde bjuder hem sina vuxna barn som han har en spänd relation med till julhelgen.                                                                     |
| Susan sov hos mej     | Susan Slept Here        | 1954 | Frank Tashlin                   | En manusförfattare tillika ungkarl råkar få husera en tonårsbrottsling under julhelgen.                                                                                |
| White Christmas       | White Christmas         | 1954 | Michael Curtiz                  | Precis som i Värdshuset Fritiden tar ett par musiker med sig Irving Berlins sånger till en skidstuga i juletider, denna gång i Vermont. (Handlingen är dock en annan.) |
| Trasiga änglar        | We're No Angels         | 1955 | Michael Curtiz                  | Tre förrymda fångar gömmer sig i en vänlig köpmans hem och återgäldar vänligheten genom att hjälpa hans familj ur olika kriser.                                        |
| Trasdockan            | The Night of the Hunter | 1955 | Charles Laughton                | En religiös fanatiker gifter sig med en naiv änka vars barn är inte vill berätta för honom var deras far gömde 10 000 dollar som han stulit under julen.               |
| Santa Claus           | Santa Claus             | 1959 | Rene Cardona                    | Jultomten måste stoppa Satan från att förstöra julen. |

### 1960-talet
| Titel                    | Originaltitel         | År   | Regissör        | Noteringar |
| ------------------------ | --------------------- | ---- | --------------- | --- |
| När mörkret faller       | När mörkret faller    | 1960 | Arne Mattsson   | Under julfirandet i en lantlig prästgård bryts julfriden av ett brutalt mord på julafton. Kommissarie Christer Wijk kallas till byn för att lösa mordet. Med bland annat Karl-Arne Holmsten som Wijk och Nils Asther som prästen. |
| Babes in Toyland         | Babes in Toyland      | 1961 | Jack Donohue    | Disneys tolkning av julberättelsen om invånarna i Toyland i denna Technicolor-musikal, med Ray Bolger, Tommy Sands, Annette Funicello och Ed Wynn i huvudrollerna.                                                                |
| Fickan full av flax      | Pocketful of Miracles | 1961 | Frank Capra     | En New York-gangster och hans flickvän försöker förvandla tiggaren Apple Annie till en societetsdam när hon fått reda på att hennes dotter ska gifta sig kungligt.                                                                |
| Vilse i lustgården       | Period of Adjustment  | 1962 | George Roy Hill | Två par får hantera sina respektive äktenskapliga svårigheter på julafton. |
| Mannen från Arizona      | The Christmas Kid     | 1967 | Sidney W. Pink  | En korrupt sheriff, som föddes på juldagen, bestämmer sig för att ändra sitt sätt och gå emot den mäktigaste mannen i staden. |
| Fitzwilly i varuhusligan | Fitzwilly             | 1967 | Delbert Mann    | En butler hjälper till att finansiera sin arbetsgivares välgörenhetsverksamhet genom en mängd olika olagliga uppslag, inklusive en plan att råna Gimbels varuhus på julafton.                                                     |
| Så tuktas ett lejon      | The Lion in Winter    | 1968 | Anthony Harvey  | Julen 1183 är skådeplatsen för slottsintriger med Henrik II av England och familj. |
| Du är den ende           | L'Arbre de Noël       | 1969 | Terence Young   | En fransk-amerikansk miljonär (William Holden), hans flickvän (Virna Lisi) och hans vän (Andre Bourvil) försöker tillsammans uppfylla hans döende sons alla önskningar.                                                           |

### 1970-talet
| Titel                     | Originaltitel                   | År   | Regissör       | Noteringar |
| ------------------------- | ------------------------------- | ---- | -------------- | --- |
| Emil i Lönneberga         | Emil i Lönneberga               | 1971 | Olle Hellbom   | Julen står för dörren i Lönneberga, med allt vad det innebär av förberedelser, i synnerhet i köket. Emil ordnar ett eget julkalas för fattighjonen i Lönneberga fattigstuga, på det överflöd av rätter som beretts.  |
| Stilla natt, blodiga natt | Black Christmas                 | 1974 | Bob Clark      | Kvinnliga universitetsstudenter terroriseras av en mystisk stalker/mördare. En nyinspelning gjordes 2006. |
| Female Trouble            | Female Trouble                  | 1974 | John Waters    | En bortskämd skoltjej rymmer hemifrån på julen, blir gravid när hon liftar och slutar som fotomodell hos ett par kosmetologer som gillar att fotografera kvinnor som begår brott.                                    |
| Gökboet                   | One Flew Over the Cuckoo's Nest | 1975 | Miloš Forman   | Randle McMurphy och övriga patienter firar jul på institutionen där de är intagna. |
| Resan till julstjärnan    | Reisen til Julestjernen         | 1976 | Ola Solum      | Norsk äventyrsfilm med julmotiv. En nyinspelning gjordes 2012. |
| Du är inte klok, Madicken | Du är inte klok, Madicken       | 1979 | Göran Graffman | En Idyllisk jul förbereds på Junibacken, med gran, julklappar och allt annat som hör därtill. Men Madicken bekymrar sig lite för att inte Abbe också ska få en riktig jul. Ska julfriden lägga sig även över Lugnet? |

### 1980-talet
| Titel                             | Originaltitel                         | År   | Regissör               | Noteringar |
| --------------------------------- | ------------------------------------- | ---- | ---------------------- | --- |
| Fanny och Alexander               | Fanny och Alexander                   | 1982 | Ingmar Bergman         | Alexander, hans syster Fanny och övriga delar av den brokiga och välbärgade familjen Ekdahl firar julen 1907 med en storslagen julfest. |
| Le père Noël est une ordure       | Le père Noël est une ordure           | 1982 | Jean-Marie Poiré       | |
| En julberättelse                  | A Christmas Story                     | 1983 | Bob Clark              | Ralphie måste övertyga sina föräldrar, lärare och tomten om att ett luftgevär är den perfekta julklappen. |
| Ombytta roller                    | Trading Places                        | 1983 | John Landis            | En överklassvarumäklare och en hemlös tiggare byter liv när de omedvetet deltar i en vadslagning. |
| Merry Christmas Mr. Lawrence      | Merry Christmas, Mr. Lawrence         | 1983 | Nagisa Oshima          | Under andra världskriget försöker en brittisk överste överbrygga de kulturella klyftorna mellan en brittisk krigsfånge och den japanska lägerchefen för att undvika blodsutgjutelse.                                                                                                  |
| Don't Open till Christmas         | Don't Open till Christmas             | 1984 | Edmund Purdom          | En seriemördare dödar personer klädda som jultomten. |
| Gremlins                          | Gremlins                              | 1984 | Joe Dante              | En pojke bryter oavsiktligt mot tre viktiga regler gällande sin julklapp och släpper genom detta ut en hord små monster i en småstad som förbereder sig inför julen. |
| Silent Night, Deadly Night        | Silent Night, Deadly Night            | 1984 | Charles E. Sellier Jr. | En traumatiserad ung man blir en tomteförklädd massmördare på julafton. En nyinspelning gjordes 2012. |
| Trancers                          | Trancers                              | 1984 | Charles Band           | |
| En säker tjej                     | The Sure Thing                        | 1985 | Rob Reiner             | En universitetsstudent (John Cusack) ger sig ut på en långresa under julhelgen, för att få ligga, men hamnar under färden med en ung kvinna (Daphne Zuniga). De avskyr varandra, så naturligtvis...                                                                                   |
| En förtrollad jul                 | One Magic Christmas                   | 1985 | Phillip Borsos         | En ängel visar en mamma den sanna meningen med julen. |
| Rocky IV                          | Rocky IV                              | 1985 | Sylvester Stallone     | Rocky utmanar Drago till en kamp i Sovjetunionen på juldagen. |
| Jultomten                         | Santa Claus: The Movie                | 1985 | Jeannot Szwarc         | Tomten försöker rädda julen, efter att en av hans nissar råkat röra till det hela. Med bland andra Dudley Moore och John Lithgow. |
| Mer om oss barn i Bullerbyn       | Mer om oss barn i Bullerbyn           | 1987 | Lasse Hallström        | Julen närmar sig i Bullerbyn och man hugger gran, sätter upp julkärvar och bakar pepparkakor. På julen rimmar de till gröten, läser julevangeliet och delar ut julklappar. På annandag jul är det stort släktkalas hos moster Jenny och sedan är det dags för nyårsvaka, för år 1929. |
| Noll att förlora                  | Less Than Zero                        | 1987 | Marek Kanievska        | En universitetsstuderande återvänder hem till jul för att finna att hans gamla gymnasiekompisar tar droger. |
| Dödligt vapen                     | Lethal Weapon                         | 1987 | Richard Donner         | Två poliser, olika som natt och dag, blir mot sin vilja partners och bekämpar narkotikasmuggling före julen. |
| Bleka dödens minut                | The Princess Bride                    | 1987 | Rob Reiner             | Ett barn som är sjukt vid juletid får en bok i present av sin farfar. |
| Silent Night, Deadly Night Part 2 | Silent Night, Deadly Night Part 2     | 1987 | Lee Harry              | Ett yngre syskon till tonåringen som gick loss, klädd som tomte, fortsätter i sin brors blodiga fotspår. |
| Die Hard                          | Die Hard                              | 1988 | John McTiernan         | En polis i New York räddar en julfest från en grupp rånare. |
| Ernest räddar julen               | Ernest Saves Christmas                | 1988 | John R. Cherry III     | Ernest hjälper jultomten då han letar efter sin efterträdare. |
| Spökenas hämnd                    | Scrooged                              | 1988 | Richard Donner         | En moderniserad tolkning av Dickens klassiska julberättelse, med andar som besöker en cynisk och självisk TV-chef, spelad av Bill Murray. |
| 3615 code Père Noël               | 3615 code Père Noël                   | 1989 | René Manzor            | Ett underbarn ägnar julaftonen åt att försvara sig och sin farfar från en psykotisk heminkräktare klädd som jultomten. |
| Ett päron till farsa firar jul    | National Lampoon's Christmas Vacation | 1989 | Jeremiah S. Chechik    | Familjen Griswolds planer förvandlas till katastrof, denna gång vid jul. Den tredje filmen i Ett päron till farsa-serien. |
| Kajsa Kavat                       | Kajsa Kavat                           | 1989 | Daniel Bergman         | En vecka före jul bryter mormor benet, vem ska nu sälja polkagrisar på torget? "Det ska jag", säger Kajsa. |
| Tror du på tomten, Jessie?        | Prancer                               | 1989 | John Hancock           | En ficka vägrar ge upp sin tro på jultomten. Hon finner en skadad ren i skogen, som hon tror är Prancer. |

### 1990-talet
| Titel                            | Originaltitel                  | År   | Regissör         | Noteringar |
| -------------------------------- | ------------------------------ | ---- | ---------------- | --- |
| Die Hard 2                       | Die Hard 2: Die Harder         | 1990 | Renny Harlin     | Polisen John McClane (Bruce Willis) försöker avvärja en katastrof på julafton när en grupp terrorister tar kontroll över Dulles internationella flygplats utanför Washington.               |
| Ensam hemma                      | Home Alone                     | 1990 | Chris Columbus   | Åttaårige Kevin lämnas av misstag ensam hemma under julen, och måste försvara sitt hus mot två inbrottstjuvar.                                                                              |
| Nötknäpparen och muskungen       | The Nutcracker Prince          | 1990 | Paul Schibli     | Animerad film med röster av Kiefer Sutherland, Megan Follows, Phyllis Diller och Peter O'Toole.                                                                                             |
| Allt jag vill ha i julklapp      | All I Want for Christmas       | 1991 | Robert Lieberman | Två syskon försöker återförena sina skilda föräldrar till jul. |
| Hook                             | Hook                           | 1991 | Steven Spielberg | |
| Batman – Återkomsten             | Batman Returns                 | 1992 | Tim Burton       | Det är jul i Gotham City och vad mer kan man önska sig i juletider än Batman, Catwoman och Pingvinen...                                                                                     |
| Ensam hemma 2 - vilse i New York | Home Alone 2: Lost in New York | 1992 | Chris Columbus   | Kevin, som blev kvarglömd hemma förra julen, ska denna jul resa med familjen till Florida, han hamnar dock själv på fel flygplan och landar istället i New York.                            |
| The Nightmare Before Christmas   | The Nightmare Before Christmas | 1993 | Henry Selick     | Maskoten för Halloween, Jack Skellington blir trött på att behöva skrämmas varje Halloween och bestämmer sig istället för att försöka införa och fira jul.                                  |
| Titta vem som snackar nu!        | Look Who's Talking Now         | 1993 | Tom Ropelewski   | I den tredje filmen i serien är det husdjuren som talar och julen står för dörren. |
| Lotta flyttar hemifrån           | Lotta flyttar hemifrån         | 1993 | Johanna Hald     | Pappa får inte tag i någon julgran, så det ser ut att bli en jul utan. Men då tar Lotta saken i egna händer, en gran måste de ju ha.                                                        |
| Miraklet i New York              | Miracle on 34th Street         | 1994 | Les Mayfield     | En nyinspelning av filmen från 1947. |
| Julnötter                        | Mixed Nuts                     | 1994 | Nora Ephron      | En komedi centrerad kring en självmordslinje, Lifesavers, på julafton. |
| Absolut gisslan                  | The Ref                        | 1994 | Ted Demme        | En inbrottstjuv tar ett par som gisslan på julafton, men inser för sent att det var ett stort misstag.                                                                                      |
| Nu är det jul igen               | The Santa Clause               | 1994 | John Pasquin     | När en man oavsiktligt råkar döda jultomten på julafton, finner han att han själv genom magi får fylla hans plats.                                                                          |
| Fångade i paradiset              | Trapped in Paradise            | 1994 | George Gallo     | Tre bröder planerar ett bankrån under julen. |
| Medan du sov                     | While You Were Sleeping        | 1995 | Jon Turteltaub   | Den ensamma Lucy trånar efter en man hon ser varje dag på jobbet. En dag räddar hon hans liv och på sjukhuset medan han är medvetslös, får hans familj för sig att hon är hans fästmö.      |
| Den blå pilen                    | La freccia azzurra             | 1996 | Enzo D'Alò       | Animerad italiensk film. Några leksaker kämpar för att undvika den hjärtlöse herr Grimm, som planerar att auktionera ut leksakerna till högstbjudande, och istället hitta sina riktiga hem. |
| Klappjakten                      | Jingle All the Way             | 1996 | Brian Levant     | En pappa tävlar med andra för att få tag i en eftertraktad leksak till sin son. |
| Long Kiss Goodnight              | The Long Kiss Goodnight        | 1996 | Renny Harlin     | En småbarnsmamma inser i juletider att hon har ett mörkt förflutet. |
| Preacher's Wife                  | The Preacher's Wife            | 1996 | Penny Marshall   | En nyinspelning av filmen från 1947. |
| Vi ses till jul                  | I'll Be Home for Christmas     | 1998 | Arlene Sanford   | En universitetsstudent har inte varit hemma sedan hans mamma dog och hans pappa gift om sig. Hans pappa erbjuder sin veteranbil om sonen kommer hem en viss tid för jul.                    |
| Jack Frost                       | Jack Frost                     | 1998 | Troy Miller      | En pappa dör, men återvänder i form av en snögubbe. Med Michael Keaton och Kelly Preston.                                                                                                   |
| Go                               | Go                             | 1999 | Doug Liman       | Några kollegor på en stormarknad och deras kunder som går på en fest med jultema får uppleva olika överlappande äventyr.                                                                    |
| Eyes Wide Shut                   | Eyes Wide Shut                 | 1999 | Stanley Kubrick  | En läkare i New York ger sig ut på ett nattlångt erotiskt äventyr i denna julthriller. |
| Tomten är far till alla barnen   | Tomten är far till alla barnen | 1999 | Kjell Sundvall   | |

### 2000-talet
| Titel                        | Originaltitel                             | År   | Regissör               | Noteringar |
| ---------------------------- | ----------------------------------------- | ---- | ---------------------- | --- |
| Dubbelspel                   | Reindeer Games                            | 2000 | John Frankenheimer     | |
| Grinchen – julen är stulen   | Dr. Seuss' How the Grinch Stole Christmas | 2000 | Ron Howard             | |
| En andra chans               | The Family Man                            | 2000 | Brett Ratner           | |
| Om ödet får bestämma         | Serendipity                               | 2001 | Peter Chelsom          | En man och en kvinna möts på julafton cirka 1991 och återförenas ett decennium senare på samma dag.                                                                                            |
| 8 kvinnor                    | 8 femmes                                  | 2002 | François Ozon          | |
| Friday After Next            | Friday After Next                         | 2002 | Marcus Raboy           | |
| Nu är det jul igen 2         | The Santa Clause 2                        | 2002 | Michael Lembeck        | Jultomten/Scott Calvin måste finna sig en tomtemor i uppföljaren till Nu är det jul igen. |
| Elf                          | Elf                                       | 2003 | Jon Favreau            | |
| Bad Santa                    | Bad Santa                                 | 2003 | Terry Zwigoff          | |
| Blizzard                     | Blizzard                                  | 2003 | LeVar Burton           | En faster berättar en historia för sitt syskonbarn om en flicka som hette Katie, som älskade skridskoåkning och blev vän med en ren som hette Blizzard.                                        |
| Love Actually                | Love Actually                             | 2003 | Richard Curtis         | |
| Julfritt                     | Christmas with the Kranks                 | 2004 | Joe Roth               | |
| Polarexpressen               | The Polar Express                         | 2004 | Robert Zemeckis        | Ett magiskt tåg för med sig en pojke och andra barn till Nordpolen för att träffa jultomten.                                                                                                   |
| Ängel i New York             | Noel                                      | 2004 | Chazz Palminteri       | Fem New York-bor strålar samman på julafton i sökandet efter ett mirakel. |
| Surviving Christmas          | Surviving Christmas                       | 2004 | Mike Mitchell          | |
| Just Friends                 | Just Friends                              | 2005 | Roger Kumble           | |
| Välkommen till familjen      | The Family Stone                          | 2005 | Thomas Bezucha         | |
| Ice Harvest                  | The Ice Harvest                           | 2005 | Harold Ramis           | En skum advokat försöker sig på en julaftonsstöt, i hopp om att lura den lokala maffian på pengar.                                                                                             |
| Fiendeland: En dag utan krig | Joyeux Noël                               | 2005 | Christian Carion       | En film som utspelar sig kring den informella julfreden på Västfronten julen 1914. |
| Santa's Slay                 | Santa's Slay                              | 2005 | David Steiman          | Jultomten är egentligen en demon som förlorade ett vad med en ängel, som straff blir han givaren av leksaker och lycka. Men när vadet inte längre gäller, återgår han till sina onda vägar.    |
| Black Christmas              | Black Christmas                           | 2006 | Glen Morgan            | En nyinspelning av Stilla natt, blodiga natt. |
| En lysande jul               | Deck the Halls                            | 2006 | John Whitesell         | |
| The Holiday                  | The Holiday                               | 2006 | Nancy Meyers           | Två främmande kvinnor byter hem med varandra runt jultid efter jobbiga uppbrott med sina respektive pojkvänner.                                                                                |
| Vägen till Betlehem          | The Nativity Story                        | 2006 | Catherine Hardwicke    | Det bibliska berättelsen om Jesu Kristi födelse. |
| Nu är det jul - igen 3       | The Santa Clause 3: The Escape Clause     | 2006 | Michael Lembeck        | Tomten får kämpa mot Jack Frost för att behålla sin titel. Med Tim Allen och Martin Short. |
| Unaccompanied Minors         | Unaccompanied Minors                      | 2006 | Paul Feig              | |
| Fred Claus                   | Fred Claus                                | 2007 | David Dobkin           | Jultomtens bittre storebror tvingas flytta till Nordpolen. Med Vince Vaughn och Paul Giamatti.                                                                                                 |
| This Christmas               | This Christmas                            | 2007 | Preston A. Whitmore II | Kring jul samlar familjematriarken sin stora vuxna barnaskara. Familjebanden blr dock ansträngda när vissa hemligheter kommer fram. Med Idris Elba och Regina King.                            |
| What Would Jesus Buy?        | What Would Jesus Buy?                     | 2007 | Rob VanAlkemade        | En dokumentär med fokus på kommersialiseringen av julfirandet. |
| Christmas Cottage            | Christmas Cottage                         | 2007 | Michael Campus         | Berättelsen om konstnären Thomas Kinkade. |
| Borta bäst, hemma värst      | Four Christmases                          | 2008 | Seth Gordon            | |
| Nothing like the Holidays    | Nothing like the Holidays                 | 2008 | Alfredo De Villa       | |
| En julberättelse             | Un conte de Noël                          | 2008 | Arnaud Desplechin      | Den orosfyllda familjen Vuillard är inte främmande för varken sjukdom eller sorg, men när deras matriark behöver en benmärgstransplantation, återförenas den splittrade klanen lagom till jul. |
| Everybody's Fine             | Everybody's Fine                          | 2009 | Kirk Jones             | |

### 2010-talet
| Titel                              | Originaltitel                      | År   | Regissör                                    | Noteringar |
| ---------------------------------- | ---------------------------------- | ---- | ------------------------------------------- | --- |
| Hem till jul                       | Hjem til jul                       | 2010 | Bent Hamer                                  | |
| The Nutcracker in 3D               | The Nutcracker in 3D               | 2010 | Andrei Konchalovsky                         | Filmen utspelar sig i 1920-talets Wien och är en adaption i 3D av baletten Nötknäpparen. |
| Rare Exports: A Christmas Tale     | Rare Exports                       | 2010 | Jalmari Helander                            | |
| Arthur och julklappsrushen         | Arthur Christmas                   | 2011 | Sarah Smith                                 | Jultomtens yngste son måste leverera en cykel till en förbisedd flicka innan julaftonsmorgonen gryr. |
| A Very Harold & Kumar Christmas    | A Very Harold & Kumar 3D Christmas | 2011 | Todd Strauss-Schulson                       | |
| Christmas in Compton               | Christmas in Compton               | 2012 | David Raynr                                 | |
| Silent Night                       | Silent Night                       | 2012 | Steven C. Miller                            | En mordisk jultomte terroriserar en liten stad på julafton i denna nyinspelning av Silent Night, Deadly Night från 1984. |
| Angels Sing                        | Angels Sing                        | 2013 | Tim McCanlies                               | En man försöker återfå julstämningen igen efter en tragisk olycka. |
| The Best Man Holiday               | The Best Man Holiday               | 2013 | Malcolm D. Lee                              | |
| Black Nativity                     | Black Nativity                     | 2013 | Kasi Lemmons                                | |
| The Christmas Candle               | The Christmas Candle               | 2013 | John Stephenson                             | År 1890 prövas en liten engelsk by då ett förmodat mirakulöst ljus försvinner. Baserat på Max Lucados roman med samma namn. |
| A Madea Christmas                  | A Madea Christmas                  | 2013 | Tyler Perry                                 | |
| En Grym Jul!                       | O'Hellige Jul!                     | 2013 | Magne Steinsvoll & Per-Ingvar Tomren        | |
| A Merry Christmas Miracle          | A Merry Friggin' Christmas         | 2014 | Tristram Shapeero                           | |
| Saving Christmas                   | Saving Christmas                   | 2014 | Darren Doane                                | |
| All Through the House              | All Through the House              | 2015 | Todd Nunes                                  | |
| A Christmas Horror Story           | A Christmas Horror Story           | 2015 | Grant Harvey, Steven Hoban & Brett Sullivan | |
| Carol                              | Carol                              | 2015 | Todd Haynes                                 | |
| En underbar jävla jul              | En underbar jävla jul              | 2015 | Helena Bergström                            | |
| Krampus                            | Krampus                            | 2015 | Michael Dougherty                           | Komedi-skräckfilm baserad på den legendariska juldemonen Krampus, den vänlige Sankt Nikolaus alter ego. |
| Love the Coopers                   | Love the Coopers                   | 2015 | Jessie Nelson                               | |
| The Night Before                   | The Night Before                   | 2015 | Jonathan Levine                             | |
| Almost Christmas                   | Almost Christmas                   | 2016 | David E. Talbert                            | |
| Bad Santa 2                        | Bad Santa 2                        | 2016 | Mark Waters                                 | Uppföljare till Bad Santa. |
| Office Christmas Party             | Office Christmas Party             | 2016 | Josh Gordon & Will Speck                    | |
| Why Him?                           | Why Him?                           | 2016 | John Hamburg                                | |
| The Man Who Invented Christmas     | The Man Who Invented Christmas     | 2017 | Bharat Nalluri                              | År 1843 bestämmer sig författaren Charles Dickens för att skriva en bok som han hoppas ska återuppliva hans karriär. Han tillbringar de närmaste veckorna med att ge liv åt karaktärer som Ebenezer Scrooge och Tiny Tim i berättelsen han kallar En julsaga. |
| Bad Moms 2                         | A Bad Moms Christmas               | 2017 | Scott Moore & Jon Lucas                     | |
| Daddy's Home 2                     | Daddy's Home 2                     | 2017 | Sean Anders                                 | |
| The Star                           | The Star                           | 2017 | Timothy Reckart                             | |
| Grinchen                           | The Grinch                         | 2018 | Scott Mosier & Yarrow Cheney                | |
| Nötknäpparen och de fyra världarna | The Nutcracker and the Four Realms | 2018 | Lasse Hallström & Joe Johnston              | |
| The Christmas Chronicles           | The Christmas Chronicles           | 2018 | Clay Kaytis                                 | Kurt Russell som jultomten och Goldie Hawn i en cameoroll som tomtemor. |
| Last Christmas                     | Last Christmas                     | 2019 | Paul Feig                                   | Baserad på sången med samma namn och inspirad av George Michaels musik. |
| Margie Claus                       | Margie Claus                       | 2019 | Ben Falcone                                 | Jultomten försvinner när han är ute och delar ut paket på julafton. Hans fru, Margie Claus (Melissa McCarthy), ger sig därför ut för att rädda såväl tomten som julen.                                                                                        |
| Noelle: Jultomtens dotter          | Noelle                             | 2019 | Marc Lawrence                               | Jultomtens dotter (Anna Kendrick) tvingas ta över familjeföretaget när hennes far drar sig tillbaka och hennes bror får kalla fötter inför sitt första juluppdrag.                                                                                            |

### 2020-talet
| Titel                      | Originaltitel              | År   | Regissör       | Noteringar |
| -------------------------- | -------------------------- | ---- | -------------- | --- |
| Cup of Cheer               | Cup of Cheer               | 2020 | Jake Horowitz  | En kanadensisk komedi som parodierar Hallmark Channels julfilmer.                                                                                   |
| Holidate                   | Holidate                   | 2020 | John Whitesell | Två främlingar bestämmer sig för att bli varandras platoniska dejt för att slippa vara ensamma på högtider som julen, men oväntade känslor uppstår. |
| The Christmas Chronicles 2 | The Christmas Chronicles 2 | 2020 | Chris Columbus | Uppföljare till The Christmas Chronicles från 2018. Kurt Russell repriserar sin roll som jultomten och Goldie Hawn sin roll som tomtemor.           |

### Adaptationer avEn julsaga
| Titel               | Originaltitel              | År   | Regissör            | Noteringar |
| ------------------- | -------------------------- | ---- | ------------------- | --- |
| Scrooge             | Scrooge                    | 1935 | Henry Edwards       | Andra filmatiseringen med Seymour Hicks som Scrooge. Den första ljudfilmsversionen i långfilmsformat.                                                                                     |
| A Christmas Carol   | A Christmas Carol          | 1938 | Edwin L. Marin      | MGM:s version av Dickens berättelse, med Reginald Owen som Scrooge. |
| Andarnas natt       | Scrooge                    | 1951 | Brian Desmond Hurst | Dickens spöklika julberättelse, med Alastair Sim som Ebenezer Scrooge. |
| En spökhistoria     | Scrooge                    | 1970 | Ronald Neame        | En musikalversion av Dickens julberättelse, med Albert Finney som Scrooge och Alec Guinness som Marley                                                                                    |
| A Christmas Carol   | A Christmas Carol          | 1971 | Richard Williams    | Oscar-vinnande animerad adaption, med Alastair Sim och Michael Hordern som repriserar sina roller som Scrooge och Marleys spöke, berättad av Michael Redgrave; producerad av Chuck Jones. |
| Musse Piggs julsaga | Mickey's Christmas Carol   | 1983 | Burny Mattinson     | Version med Disneys figurer: Joakim von Anka, Musse Pigg, Kalle Anka, Jan Långben och Benjamin Syrsa.                                                                                     |
| Spökenas hämnd      | Scrooged                   | 1988 | Richard Donner      | Moderniserad version, med spöken på besök hos en cynisk, självisk tv-chef, spelad av Bill Murray.                                                                                         |
| Mupparnas julsaga   | The Muppet Christmas Carol | 1992 | Brian Henson        | Jim Hensons skapelser, Kermit, Miss Piggy och Fozzie, tacklar Dickens julsaga och Michael Caines Scrooge.                                                                                 |
| En julsaga          | A Christmas Carol          | 2009 | Robert Zemeckis     | Disneys datoranimerade version med Jim Carrey som Scrooge. |

## TV- och direkt till video-filmer
Dessa filmer är producerade för tv alternativt för direkt till video-marknaden.

### Familjefilmer
| Titel                                   | Originaltitel                                                            | År   | Regissör          | Noteringar |
| --------------------------------------- | ------------------------------------------------------------------------ | ---- | ----------------- | --- |
| The Homecoming: A Christmas Story       | The Homecoming: A Christmas Story                                        | 1971 | Fielder Cook      | Julaftonen 1933 väntar familjen Walton på landsbygden i Virginia på att fadern i familjen ska komma hem efter att ha sökt arbete i en stad långt bort. Efter succén med denna tv-film skapades tv-serien Familjen Walton. |
| Miraklet i New York                     | Miracle on 34th Street                                                   | 1973 | Fielder Cook      | Nyinspelning av filmen från 1947. |
| It Happened One Christmas               | It Happened One Christmas                                                | 1977 | Donald Wrye       | En feministisk nyinspelning av Livet är underbart. |
| Mannen i tomtedräkten                   | The Man in the Santa Claus Suit                                          | 1979 | Corey Allen       | Fantasyfilm med Fred Astaire och Gary Burghoff. |
| A Smoky Mountain Christmas              | A Smoky Mountain Christmas                                               | 1986 | Henry Winkler     | Musikalisk fantasyfilm med Dolly Parton. |
| The Christmas Gift                      | The Christmas Gift                                                       | 1986 | Michael Pressman  | Med John Denver, Jane Kaczmarek och Kurtwood Smith. |
| I'll Be Home for Christmas              | I'll Be Home for Christmas                                               | 1988 | Marvin J. Chomsky | En familj i Massachusetts försöker hantera livet i skuggan av andra världskriget, julen 1944. |
| Roots: The Gift                         | Roots: The Gift                                                          | 1988 | Kevin Hooks       | Kunta Kinte och Fiddler, från Rötter, följer med en slavägare till en plantage under julen och får reda på att hans son hjälper slavar att rymma.                                                                         |
| Ebbie                                   | Ebbie                                                                    | 1995 | George Kaczender  | Moderniserad version av Dickens En julsaga med Susan Lucci som Elizabeth Scrooge. Alla större roller i denna version har gjorts om till kvinnliga karaktärer.                                                             |
| The Christmas Tree                      | The Christmas Tree                                                       | 1996 | Sally Field       | Historien om vänskapen mellan en nunna (Julie Harris) och en trädgårdsmästare (Andrew McCarthy), som vill hugga ned den gran som hon har skött i årtionden för att istället visa upp den som Rockefeller Centers julgran. |
| Mrs. Santa Claus                        | Mrs. Santa Claus                                                         | 1996 | Terry Hughes      | Film med bland andra Angela Lansbury och Charles Durning som utspelar sig i New York kring julen 1910. |
| Unlikely Angel                          | Unlikely Angel                                                           | 1996 | Michael Switzer   | En sångerska (Dolly Parton) måste arbeta för Sankte Per för att kunna förtjäna sina vingar kring jul. |
| Ebenezer                                | Ebenezer                                                                 | 1998 | Ken Jubenvill     | Western-version av En julsaga med Jack Palance som Scrooge. |
| Call Me Claus                           | Call Me Claus                                                            | 2001 | Peter Werner      | Film med Whoopi Goldberg och Nigel Hawthorne. |
| Ensam hemma 4                           | Home Alone 4                                                             | 2002 | Rod Daniel        | En uppföljare till Ensam hemma. |
| National Lampoon's Christmas Vacation 2 | National Lampoon's Christmas Vacation 2: Cousin Eddie's Island Adventure | 2003 | Nick Marck        | Uppföljare till Ett päron till farsa firar jul. |
| Julkul med Valpgänget                   | Santa Buddies                                                            | 2009 | Robert Vince      | Gänget påminner Santa Paws livliga son, Puppy Paws, om julens sanna innebörd. |
| Tomtetass och jakten på julen           | The Search for Santa Paws                                                | 2010 | Robert Vince      | Filmen är den tionde i Air Bud-serien och en prequel till Julkul med Valpgänget. |
| Beethovens juläventyr                   | Beethoven's Christmas Adventure                                          | 2011 | John Putch        | Uppföljare till Beethoven med John Cleese som berättare. |
| Ensam hemma: Julkuppen                  | Home Alone: The Holiday Heist                                            | 2012 | Peter Hewitt      | Ytterligare en uppföljare till Ensam hemma. |
| Once Upon a Holiday                     | Once Upon a Holiday                                                      | 2015 | James Head        | Julfilm från Hallmark Channel. En prinsessa överger sitt hov för att utforska New York över julen och möter då en ung man som visar henne staden.                                                                         |

### Adaptationer avEn julsaga
| Titel                         | Originaltitel                  | År   | Regissör               | Noteringar |
| ----------------------------- | ------------------------------ | ---- | ---------------------- | --- |
| Carol for Another Christmas   | Carol for Another Christmas    | 1964 | Joseph L. Mankiewicz   | Med bland andra Britt Ekland, Ben Gazzara, Sterling Hayden, Eva Marie Saint och Peter Sellers. |
| An American Christmas Carol   | An American Christmas Carol    | 1979 | Eric Till              | Denna version av Dickens En julsaga, utspelar sig i depressionens New England. |
| Rich Little's Christmas Carol | Rich Little's Christmas Carol  | 1979 | Trevor Evans           | Komikern och imitatören Rich Little spelar själv alla roller och fyller på egen hand ensemblen med några av Hollywoods största stjärnor. Däribland W.C. Fields, Humphrey Bogart, Peter Falk och Groucho Marx. |
| En julsaga                    | A Christmas Carol              | 1984 | Clive Donner           | Med George C. Scott i rollen som Ebenezer Scrooge, en gammal girigbuk som ständigt ursäktar sin kallhamrade natur, men som får lära sig verklig medkänsla när tre andar besöker honom under julaftonens natt. |
| Ebbie                         | Ebbie                          | 1995 | George Kaczender       | En tv-film med den första kvinnliga versionen av Scrooge, Susan Lucci som Elizabeth "Ebbie" Scrooge, ägaren till ett stort varuhus.                                                                           |
| Ms. Scrooge                   | Ms. Scrooge                    | 1997 | John Korty             | Cicely Tyson i rollen som "Ebenita Scrooge". |
| En julsaga                    | A Christmas Carol              | 1999 | David Jones            | Med Patrick Stewart i rollen som Ebenezer Scrooge och Richard E. Grant som Bob Cratchit. |
| A Diva's Christmas Carol      | A Diva's Christmas Carol       | 2000 | Richard Schenkman      | Med Vanessa Williams i rollen som "Ebony" Scrooge, en egoistisk, arrogant och grinig diva. |
| A Carol Christmas             | A Carol Christmas              | 2003 | Matthew Irmas          | Med Tori Spelling, Dinah Manoff, Gary Coleman och William Shatner. |
| A Christmas Carol             | A Christmas Carol: The Musical | 2004 | Arthur Allan Seidelman | Musikal med Kelsey Grammer som Scrooge, i övriga roller ses bland andra Jane Krakowski, Jesse L. Martin, Geraldine Chaplin, Jennifer Love Hewitt och Jason Alexander.                                         |

### Barnfilmer
| Titel                                         | Originaltitel                                 | År   | Regissör                                                               | Noteringar |
| --------------------------------------------- | --------------------------------------------- | ---- | ---------------------------------------------------------------------- | --- |
| Frosty the Snowman                            | Frosty the Snowman                            | 1969 | Jules Bass & Arthur Rankin, Jr.                                        | Animerad film, baserad på sången "Frosty the Snowman", med Jimmy Durante som berättarröst. |
| Santa Claus Is Comin' to Town                 | Santa Claus Is Comin' to Town                 | 1970 | Arthur Rankin, Jr. & Jules Bass                                        | Animerad film, baserad på sången "Santa Claus Is Comin' to Town", med Fred Astaire som berättarröst och övriga röster av bland andra Mickey Rooney och Keenan Wynn.                                                                  |
| Yes, Virginia, There Is a Santa Claus         | Yes, Virginia, There Is a Santa Claus         | 1974 | Bill Melendez                                                          | Animerad film, baserad på brevet "Yes, Virginia, there is a Santa Claus", vann en Emmy Award. |
| Rudolph and Frosty's Christmas in July        | Rudolph and Frosty's Christmas in July        | 1979 | Arthur Rankin Jr. & Jules Bass                                         | Animerad film med röster av Red Buttons, Ethel Merman och Mickey Rooney. |
| Nalle Puh - Jullovet                          | Winnie the Pooh and Christmas Too             | 1991 | Jamie Mitchell                                                         | Filmen är baserad på Disneys TV-serie Nya äventyr med Nalle Puh. |
| Visst finns tomten!                           | Yes Virginia, There Is a Santa Claus          | 1991 | Charles Jarrott                                                        | Baserad på brevet "Yes, Virginia, there is a Santa Claus", med Richard Thomas, Edward Asner och Charles Bronson. |
| Annabelle's Wish                              | Annabelle's Wish                              | 1997 | Roy Wilson                                                             | Med röster av Randy Travis, Cloris Leachman och Kath Soucie. |
| Skönheten och Odjuret - Den förtrollade julen | Beauty and the Beast: The Enchanted Christmas | 1997 | Andy Knight                                                            | Med röster av Angela Lansbury, Bernadette Peters och Tim Curry. |
| Buster & Chauncey's Silent Night              | Buster & Chauncey's Silent Night              | 1998 | Buzz Potamkin                                                          | Med röster av Phil Hartman, Jim Cummings, Tom Arnold och Marie Osmond. |
| Musse Pigg och hans vänner firar jul          | Mickey's Once Upon a Christmas                | 1999 | Alex Mann, Bradley Raymond, Jun Falkenstein, Bill Speers, Toby Shelton | I filmens tre separata segment öppnar Knatte, Fnatte och Tjatte sina julklappar tidigt, Långben försöker bevisa för Max att tomten finns och Musse och Mimmi försöker ordna julklappar till varandra efter att Musse mist sitt jobb. |
| Caspers spöklika jul                          | Casper's Haunted Christmas                    | 2000 | Owen Hurley                                                            | Casper, det snälla spöket får i uppdrag att lyckas skrämma någon före jul. |
| Ha en Shrektigt god jul                       | Shrek the Halls                               | 2007 | Gary Trousdale                                                         | Om träsktrollet Shreks jul, med röster av Mike Myers, Eddie Murphy, Cameron Diaz och Antonio Banderas. |
| Yes, Virginia                                 | Yes, Virginia                                 | 2009 | Pete Circuitt                                                          | Animerad film om Virginias brev med frågan om jultomten verkligen finns, med röster av Neil Patrick Harris, Jennifer Love Hewitt och Alfred Molina.                                                                                  |